# Seveux
Seveux korábbi község (település) Franciaországban, Haute-Saône megyében. 2019. január 1-jén Motey-sur-Saône községgel egyesült és Seveux-Motey új község része lett.
Lakosainak száma 450 fő (2015). Seveux Membrey, Sainte-Reine, La Chapelle-Saint-Quillain, Beaujeu-Saint-Vallier-Pierrejux-et-Quitteur, Igny, Mercey-sur-Saône, Motey-sur-Saône, Saint-Gand, Savoyeux és Vellexon-Queutrey-et-Vaudey községekkel határos.

## Népesség
A település népessége az elmúlt években az alábbi módon változott:
| Lakosok száma | 465  | 450  | 458  |
|               | 2013 | 2015 | 2016 |